# Захист Чубакки

Джонні Кокран використовує захист Чубакки проти Шефа в епізоді Південного Парку «Врятувати Шефа».

У суді присяжних захист Чубакки — це юридична стратегія, за якої адвокат у кримінальних справах намагається ввести в оману присяжних, а не спростувати доводи прокурора. Це навмисне відволікання або заплутування.
Оскільки захист Чубакки відволікає й вводить в оману, це приклад червоного оселедця. Це також приклад нерелевантного висновку, різновиду неофіційної помилки, у якій той, хто висуває аргумент, не може вирішити проблему, про яку йде мова. Часто захисник протилежної сторони може юридично заперечити проти таких аргументів, оголосивши їх нерелевантними або неаргументованими.
Назва «Захист Чубакки» походить від епізоду «Врятувати Шефа» американського мультсеріалу «Південний парк». Епізод, прем'єра якого відбулася 7 жовтня 1998 року, містить сатиру над судом у справі про вбивство О.Дж.Сімпсона, зокрема, у заключній аргументації захисту адвоката Джонні Кокрана. У цьому епізоді вигадана версія Кокрана базує свій аргумент на хибній передумові про фільм 1983 року «Повернення джедая». Він запитує присяжних, чому такий Вукі, як Чубакка, хоче жити на Ендорі з набагато меншими евоками, коли «це не має сенсу». Він стверджує, що якщо проживання Чубакки на Ендорі не має сенсу — і якщо навіть згадка про Чубакку в цій справі не має сенсу, — тоді присяжні повинні виправдати.

## Походження
В епізоді герой Шефа зв’язується з керівником «великої звукозаписної компанії», прагнучи, щоб його ім’я зарахували як композитора вигаданого хіта Аланіс Моріссетт під назвою «Stinky Britches». Твердження Шефа підтверджуються записом 20-річної давнини, на якому Шеф виконує цю пісню.
Звукозаписна компанія відмовляється і наймає Джонні Кокрана, який подає позов проти Шефа за домагання. У суді Кокран вдається до свого «відомого» захисту Чубакки, який він «використовував під час процесу над Сімпсонами», за словами адвоката Шефа Джеральда Брофловскі. Хоча Брофловскі використовує логіку, міркування та той факт, що Шеф належним чином захистив авторські права на свою роботу, Кокран заперечує таке:
Кокран:
У мене є одна річ, яку я хочу, щоб ви подумали. Пані та панове, це Чубакка. Чубакка — вукі з планети Кашиик. Але Чубакка живе на планеті Ендор. А тепер подумайте: це не має сенсу!
Джеральд Брофловскі:
Блін! ... Він використовує захист Чубакки!
Кокран:
Чому Вукі, 8-футовий Вукі, хоче жити на Ендорі з купою 2-футових евоків? Це не має сенсу! Але що важливіше, ви повинні запитати себе: яке відношення це має до цієї справи? нічого Пані та панове, це не має відношення до цієї справи! Це не має сенсу! Подивись на мене. Я адвокат, який захищає велику звукозаписну компанію, і я говорю про Чубакку! Чи має це сенс? Пані та панове, я не розумію! Нічого з цього не має сенсу! І тому ви повинні пам’ятати, коли ви в кімнаті присяжних обговорюєте та обговорюєте Прокламацію про звільнення, чи має це сенс? Немає! Пані та панове члени цього нібито журі, це не має сенсу! Якщо Чубакка живе на Ендорі, ти повинен виправдатися!
Захист відпочиває.
Ця заява є пародією на заключні аргументи Кокрана у справі про вбивство О. Дж. Сімпсона, де він сказав присяжним: «Якщо це не підходить, ви повинні виправдати», посилаючись на демонстрацію в залі суду, під час якої Сімпсон, здається, не міг підібрати пару закривавлених шкіряних рукавичок, знайдених на місці вбивства, поверх медичних рукавичок, які він носив.
В епізоді захист Кокрана успішний. Присяжні визнають Шефа винним у «переслідуванні великого звукозаписного лейбла», після чого суддя призначає йому покарання у вигляді штрафу в розмірі 2 мільйонів доларів, який потрібно сплатити протягом 24 годин, або, якщо цього не зробити, чотирьох років ув’язнення (спочатку суддя засуджує його до восьми мільйонів років до виправлення судовим службовцем).
Зрештою, організовується благодійний концерт "Chef Aid", щоб зібрати гроші, щоб Шеф найняв Кокрана для власного позову проти звукозаписної компанії. На концерті Кокран змінює думку і пропонує представляти Chef pro bono. Він знову успішно використовує захист Чубакки, цього разу, щоб перемогти звукозаписну компанію та змусити їх визнати авторство Шефа над їхньою піснею. У другому застосуванні захисту Чубакка він закінчує тим, що дістає ляльку-мавпу і кричить: «Ось, подивіться на мавпу. Подивіться на дурну мавпу!» в результаті чого голова присяжного вибухнула.

## Використання
У некролозі Associated Press для Кокрана згадується пародія на захист Чубакки як один із шляхів, якими адвокат увійшов у поп-культуру.
Кримінолог Томас О'Коннор каже, що коли докази ДНК показують «включення», тобто не виправдовують клієнта через виключення з наданого зразка ДНК, «єдине, що ви можете зробити, це атакувати лабораторію за її (недостатню) якість. впевненості та перевірки кваліфікації, або використати «захист Чубакки» … і спробувати приголомшити присяжних тим, наскільки складними та складними є докази або оцінки ймовірності іншої сторони». Вчений-криміналіст Ерін Кеннеллі стверджувала, що судові оскарження цифрових доказів часто використовують захист Чубакки, представляючи численні альтернативні пояснення судово-медичних доказів, отриманих від комп’ютерів та Інтернет-провайдерів, щоб заплутати присяжних і викликати розумні сумніви. Кеннеллі також пропонує методи, які можна використовувати для спростування захисту Чубакки. Кеннеллі та його колега Анджалі Свентон представили цю тему перед судовою системою штату Флорида та на щорічній зустрічі Американської академії судових наук у 2005 році.
Термін також використовувався в політичних коментарях; Елліс Вайнер написав у The Huffington Post, що Дінеш Д'Соуза використовував захист Чубакки в критиці тодішнього нового спікера Палати представників Ненсі Пелосі, визначаючи це як коли «хтось стверджує свою претензію, кажучи щось настільки явно безглузде, що мозок слухача закривається. повністю вниз».
У книзі Джея Генрікса «Дякую за суперечку » стверджується, що термін «захист Чубакки» «прокрадається в лексикон» як інша назва омани про червоний оселедець.
Цей термін використав Пол Кругман, який писав у The New York Times, що Джон Тейлор використовує захист Чубакки як, здавалося б, останній варіант захисту своєї позиції в монетарній політиці, після багатьох років публічних заяв, що «кількісне пом'якшення призведе до значного прискорення інфляції».

## Аналіз юристів
Адвокат Джош Гілліленд зазначає у своєму блозі, що «суддя, ймовірно, сказав би: «У мене погане передчуття з цього приводу» і, можливо, оголосив би судовий розгляд неправомірним, якби такий аргумент був висунутий у суді». Джилліленд продовжив: «Сторона, яка успішно використовує захист Чубакки, щоб збити присяжних з пантелику, змушуючи присяжних анулювати у цивільному позові, ризикує тим, що сторона, яка програла, виграє рішення, незважаючи на вердикт (JNOV). У справі Шефа порушення авторських прав мало бути надав йому право на судове рішення як предмет права».
Адвокат Девін Стоун окреслив усе те, що, за його словами, ніколи не станеться в реальній справі, поставивши епізоду оцінку «3−» за юридичну точність.

## Подальше читання
- Arp, Robert (2006). The Chewbacca Defense: A South Park Logic Lesson. South Park and Philosophy: You Know, I Learned Something Today. Malden, MA: Blackwell Publishing. ISBN 978-1-4051-6160-2.
- Browning, John G. (2014). "A Long Time Ago, in A Courtroom Far, Far Away There's No Denying That the Force Is All Around Us-Even Judges Refer to George Lucas's Pop Culture Science Fiction Saga", 77 Texas Bar Journal 158, 161